# Tsiklon (satélite)
Tsiklon (código GRAU: 11F617), em russo Циклон que significa "Ciclone", é a designação do primeiro satélite de navegação desenvolvidos na antiga União Soviética e hoje em dia operados pela Força Espacial Russa.
Entre 1967 e 1978 um total de 31 satélites Tsiklon foram lançados a bordo de foguetes Kosmos-3 e Kosmos-3M, a partir dos cosmódromos de Kapustin Yar e Plesetsk.  O projeto foi concebido no final dos anos 50 e aprovado em 1962, mas só entrou em operação no final daquela década, como solução temporária enquanto o Parus não ficava pronto. Ele foi retirado de serviço no final da década de 70.

## Desenvolvimento
A necessidade de um sistema de navegação por satélite se manifestou na União Soviética desde os anos 50. O primeiro projeto foi apresentado em 1962, para a Marinha e para a Força Espacial Soviética. O primeiro lançamento, ocorreu em 15 de Maio de 1967 (Kosmos 158), e o último em 27 de Julho de 1978 (Kosmos 1027).

## Operação
Esses foram os lançamentos do satélite Tsiklon:
- Kosmos 158: 15 de maio de 1967
- Kosmos 192: 23 de novembro de 1967
- Kosmos 220: 7  de maio de 1968
- Kosmos 292: 13 de agosto de 1969
- Kosmos 304: 21 de outubro de 1969
- Kosmos 332: 11 de abril de 1970
- Kosmos 358: 20 de agosto de 1970
- Kosmos 371: 12 de outubro de 1970
- Kosmos 385: 12 de dezembro de 1970
- Kosmos 442: 22 de maio de 1971
- Kosmos 465: 15 de dezembro de 1971
- Kosmos 475: 25 de fevereiro de 1972
- Kosmos 489: 6 de maio de 1972
- Kosmos 514: 16 de agosto de 1972
- Kosmos 546: 26 de janeiro de 1973
- Kosmos 574: 20 de junho de 1973
- Kosmos 586: 14 de setembro de 1973
- Kosmos 627: 29 de dezembro de 1973
- Kosmos 628: 17 de janeiro de 1974
- Kosmos 663: 27 de junho de 1974
- Kosmos 689: 18 de outubro de 1974
- Kosmos 729: 22 de abril de 1975
- Kosmos 800: 3 de fevereiro de 1976
- Kosmos 823: 2 de junho de 1976
- Kosmos 846: 29 de julho de 1976
- Kosmos 890: 20 de janeiro de 1977
- Kosmos 962: 28 de outubro de 1977
- Kosmos 994: 15 de março de 1978
- Kosmos 1027: 27 de julho de 1978